# Axel Smith
 (février 2023).
Si vous disposez d'ouvrages ou d'articles de référence ou si vous connaissez des sites web de qualité traitant du thème abordé ici, merci de compléter l'article en donnant les références utiles à sa vérifiabilité et en les liant à la section « Notes et références ».
Axel Ragnar Smith, né le 27 juin 1986 à Lund est un grand maître et auteur d'échecs suèdois, grand maître depuis 2016.

## Biographie et carrière
Il joue pour la Suède dans deux Olympiades d'échecs: 2012 et 2016.
En Suède, il joue dans l'Elitserien pour le Lunds ASK depuis la saison 2004/05 et est champion de Suède par équipe avec cela en 2011 et 2019. Au Danemark, il joue dans la Skakligaen pour le Skakklubben K41 et l'équipe Xtracon Køge, avec laquelle il est champion du Danemark par équipe en 2019 et 2020, en Norvège pour le Kristiansund SK.
Il participe au Championnat de France d'échecs des clubs en 2015 et en 2016 pour Échecs Club Montpellier, et en 2019 pour Mulhouse Philidor.
Axel Smith est marié à Ellinor Frisk, qui détient le titre de maître internationale féminine (WIM)

## Publications
- Pump Up Your Rating: Unlock Your Chess Potential. Quality Chess, Glasgow 2013,  (ISBN 978-1907982736).
- e3 Poison: A 21st Century Opening Repertoire. Quality Chess, Glasgow 2017,  (ISBN 978-1784830373).
- The Woodpecker Method. Quality Chess, Glasgow 2019,  (ISBN 978-1784830540).
- Street smart chess (2021)  (ISBN 9781784831219)